# Парашутизъм
Парашутизмът, или скачане с парашут, е действието на излизане от самолет и връщането на земята с помощта на гравитация и парашут, който забавя скоростта на спускане в заключителната част.
Може да включва определено време на свободно падане, през което парашутът не е разгърнат и падането на тялото постепенно се ускорява до скоростта на свободно падане.

## В България
Първият скок с парашут в България е осъществен през 1923 г. на летище Божурище от французин – представител на фирма за производство на парашути, изпълнил няколко демонстративни скока от 1000 m височина. Летците – поручик Стоев, поручик Христов и др., не се поколебават. Напускат самолета едва на 100 m височина, разтварят парашутите и благополучно се приземяват. По-късно доброволно скачат от около 600 m поручиците Шороплев, Атанасов и Димитров по време на обучението си в школата за изтребители в Полша.
Развитието на парашутизма е свързано с развитието на моторното летене. Макар и трудно, парашутът става търсено средство за спасяване. Твърде много летци го приемат с недоверие.
Трябва да се спомене за българските емигранти в СССР, повечето от които не са били свързани изобщо с летателната професия. Сред тях са: Захари Захариев, Кирил Кирилов и Борис Ганев. Български парашутисти участват в Отечествената война срещу Нацистка Германия.
За обучението на българските парашутисти се знае малко. О.з. генерал-майор Димитър Гилин разказва:
| „ | Отведоха ни до мястото на скокове. Пред нас стоеше приспособлението от дъски, напомнящо грамаден кош, привързан към голям балон. Самият балон се държеше от стоманено въже, намотано на барабан, който бе монтиран върху голяма товарна кола. Барабанът се движеше от мотора на колата. Въжето беше дълго повече от 500 метра... Наредихме се в коша. Моторът на колата забумтя, стоманеното въже се отпусна и издигащият се балон го изопна като струна... Ето ни високо над поляната. Четиристотин метра. Между облаците и земята. Поглеждаме пребледнели надолу и виждаме чудната картина на полянката с живописните дървета и хората, дребни джуджета... Дойде и моят ред за скок. Някаква невидима сила ме дърпаше назад в коша. Иска ти се да изхвърлиш краката напред, а те не се поддават и те теглят все назад. Необходимо е да проявиш воля и устрем, за да се изтръгнеш от коша и да се гмурнеш във въздуха. Най-сетне аз се изтръгнах от магнетизма и плена на коша. Силна струя въздух ме шибна, по лицето, засвири в ушите ми. Няколко секунди чувствах, че падам надолу, после парашутът се отвори. Започнах да се спускам плавно. Е да, сега вече е друго. Съзнанието започна да работи бързо, но все пак нормално. Исках да се ориентирам. Духаше силен вятър и отнасяше парашутите в нежелана посока. Виждах, че ще се приземя на доста отдалеченото място от това, което бе набелязано. Бях забравил нещо важно във въздуха – не съобразих, че при ветровито време е нужно да съдействам с ръце за погасяване на купола на парашута. Краката ми докоснаха земята. Вятърът обаче опъна купола на парашута и издутата коприна ме повлече... Двама армейци ми се притекоха на помощ. Те сръчно прибраха парашута и аз тръгнах замаян към групата. | “ |

Обучението по парашутизъм се въвежда за първи път през 1943 г. в Парашутната дружина. Войниците в нея се подготвят в Германия. След завръщането си оттам извършват демонстративни скокове от 200 – 500 m в Божурище, Враждебна и край село Курило. Участват 60 – 70 души, които слагат началото на парашутнодесантните части в България. 10 души от парашутната дружина скачат от безразсъдно малка височина – 80 m.
След през 1945 г. на летище Враждебна започва обучението на военни парашутисти. Изпълняват се 1900 скока без нито една авария, въпреки че опитът е незначителен. Пред следващата година се провеждат 3 курса за любители парашутисти през юни, септември и октомври. В историята на българския парашутизъм ще останат имената на първите 4 жени и 17 мъже: Теофана Крил, Иванка Стойкова, Мика Ганчева и Донка Варчева. На 29 юни те скачат от 300 m с трофейни немски парашути РЦ-20, с трофеен самолет Ю-52. За първи път скачат и М. Байданов, Х. Явашев, Т. Иванов, Ст. Добрев, Л. Попов, Ф. Александров, Х. Вутов, Г. Генов, Ст. Навущанов, Р. Драгиев, П. Пеев, Д. Ножаров, И. Сергеев, Цв. Джурков, Й. Гьонков, Г. Попов и И. Бакалов.